# Eusynthemis barbarae
Eusynthemis barbarae là loài chuồn chuồn trong họ Synthemistidae. Loài này được Moulds mô tả khoa học đầu tiên năm 1985.